# گوزن قرمز نروژی
گوزن قرمز نروژی (نام علمی: Cervus elaphus atlanticus) یک زیرگونه کوچک از گوزن قرمز و بومی نروژ است. این گونه از دهه ۱۹۸۰ میلادی به صورت تجاری پرورش داده شده است.